# Aichryson dumosum
Aichryson dumosum ist eine Pflanzenart aus der Gattung Aichryson in der Familie der Dickblattgewächse (Crassulaceae).

## Beschreibung

### Vegetative Merkmale
Aichryson dumosum wächst als ein- oder zweijährige, ziemlich wenig verzweigte, kahle bis spärlich behaarte, krautige Pflanze und erreicht Wuchshöhen von 15 bis 30 Zentimeter. Die kahlen Triebe weisen einen Durchmesser von 4 bis 7 Millimeter auf. Die unteren Zweige sind dichotom aufsteigend. Ihre undeutlich gestielten, verkehrt lanzettlichen, stumpfen, winzig flaumhaarigen, häufig purpurrot überhauchten Laubblätter sind 12 bis 18 Millimeter lang und 3 bis 4 Millimeter breit. Ihre Basis ist verschmälert. Oberhalb der Mitte ist die Blattspreite am breitesten.

### Generative Merkmale

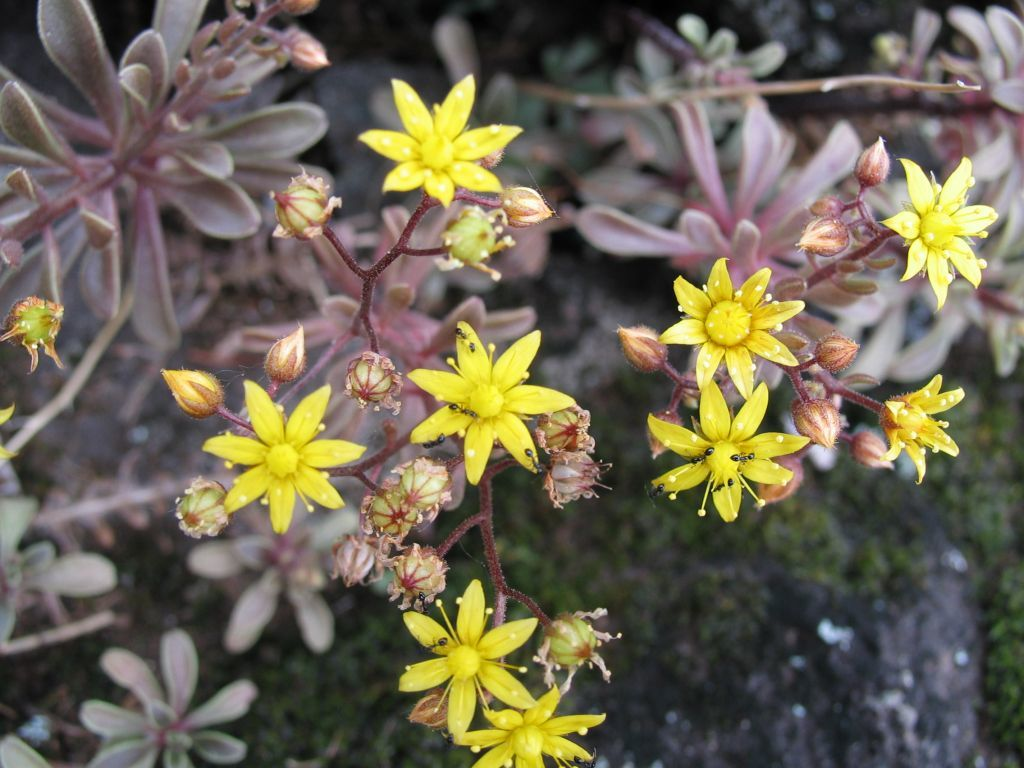
Blüten

Der vielblütige Blütenstand ist mehr oder weniger ebensträußig. Die sechs- bis siebenzähligen Blüten stehen an einem bis zu 9 Millimeter langen Blütenstiel und weisen einen Durchmesser von 8 bis 10 Millimeter auf. Ihre Kelchblätter sind fast kahl. Die leuchtend gelben, eiförmigen, zugespitzten Kronblätter sind 4 bis 5 Millimeter lang und besitzen eine rötliche Mittelrippe.

## Systematik und Verbreitung
Aichryson dumosum ist im Südwesten von Madeira in Höhen von 300 bis 400 Metern verbreitet. 
Die Erstbeschreibung als Sempervivum dumosum durch Richard Thomas Lowe wurde 1864 veröffentlicht. Robert Lloyd Praeger stellte die Art 1932 in die Gattung Aichryson.

## Nachweise